# Elsa Björklund
Elsa Margareta Björklund (Estocolm, 14 de gener de 1895 – Estocolm, 15 de maig de 1970) va ser una nedadora sueca que va competir a començaments del segle xx.
El 1912 va prendre part en els Jocs Olímpics d'Estocolm, on va disputar els 100 metres lliures del programa de natació. Fou eliminada en quarts de final en finalitzar sisena de la seva sèrie.